# Корниловка (Черкасская область)
Корни́ловка (укр. Корнилівка), в 1934—2016 годах — Ки́рово (укр. Кірове) — село в Корсунь-Шевченковском районе Черкасской области Украины.
Население по переписи 2001 года составляло 631 человек. Почтовый индекс — 19421. Телефонный код — 4735.

## Местный совет
19421, Черкасская обл., Корсунь-Шевченковский р-н, с. Корниловка

## История
Село было волостным центром Корниловской волости Каневского уезда Киевской губернии. В селе сохранилась деревянная Спасо-Преображенская церковь 1738 года постройки. Священнослужители Спасо-Преображенской церкви:
- 1795—1801 — священник Андрей Хршонстовский (Хронстовский)
- 1799—1802 — священник Матвей Андреевич Сташевский (он же Станежинцов)
- 1819—1823 — священник Григорий Григорьевич Сосновский
- 1819 — дьячок Косма Иосифович Логвиновский
- 1823 — диакон Игнат Григорьевич Сосновский
- 1823 — дьячок Роман Дмитриевич Миньковский (Менковский), в 1841 году — диакон
- 1823 — пономарь Степан Кириллович Левецкий (Левицкий)
- 1841—1844 — священник Дмитрий Григорьевич Подгаецкий
- 1844 — дьячок Федор Немеровский
- 1844—1864 — пономарь Прокоп Волошин
- 1863—1864 — священник Василий Молчановский
- 1863—1864 — дьячок Лев Горбачевский
- 1866 — священник Федор Тимофеевич Стрыжевский
- 1866—1884 — дьячок Григорий Крыжановский
- 1873—1884 — священник Федор Чеховский
- 1902—1912 — священник Иван Воеводский
- 1902—1907 — псаломщик Доментий Логгинович Кравчук
- 1907 — псаломщик Марк Мороз
- 1907, 1910—1913 — псаломщик Георгий Доманицкий
- 1908 — псаломщик Зиновий Ганкевич
- 1913—1915 — священник Петр Лисовицкий
- 1915 — диакон Мартын Томченков